# Julian Jan Fischer-Drauenegg
Julian Jan Fischer de Drauenegg (ur. 17 lutego 1858 w Rohatynie, zm. 9 stycznia 1924 w Grudziądzu) – pułkownik kawalerii Wojska Polskiego.

## Życiorys
Urodził się 17 lutego 1858 w Rohatynie, ówczesnym mieście powiatowym Królestwa Galicji i Lodomerii.
W 1877 razem z Rajmundem Baczyńskim rozpoczął służbę w Czeskim Pułku Ułanów Nr 11, który wówczas stacjonował w Żółkwi. W 1891 został przydzielony z macierzystego pułku w Krakowie na stanowisko adiutanta osobistego FML Karla Fischera, komendanta 12 Dywizji Piechoty w Krakowie, a następnie zastępcy komendanta 11 Korpusu we Lwowie. W 1894 został przeniesiony do Galicyjskiego Pułku Ułanów Nr 13 w Złoczowie. W 1901 został przeniesiony do Galicyjskiego Pułku Ułanów Nr 8 na stanowisko komendanta 2. dywizjonu w Wiedniu, a w 1904 do Morawskiego Pułku Dragonów Nr 11 na stanowisko komendanta 2. dywizjonu w Stockerau (od 1905 w Rumie). W 1908 został przydzielony z macierzystego pułku do Zakładu Młodych Koni (niem. Remontendepot) w Kleczy Dolnej na stanowisko zastępcy komendanta, w 1910 na stanowisko komendanta stadniny źrebiąt w Rače (niem. Kranichsfeld), a jesienia 1915 do Generalnego Gubernatorstwa Wojskowego w Polsce na stanowisko komendanta obwodowego w Zamościu.
W czasie służby w c. i k. Armii awansował na kolejne stopnie w korpusie oficerów kawalerii: kadeta (starszeństwo z 1 listopada 1877), porucznika (starszeństwo z 1 maja 1878), nadporucznika (starszeństwo z 1 maja 1883), rotmistrza 2. klasy (starszeństwo z 1 maja 1890), rotmistrza 1. klasy (1893 ze starszeństwem z 1 maja 1890), majora (starszeństwo z 1 listopada 1901), podpułkownika (starszeństwo z 1 maja 1906), tytularnego pułkownika (1913) i rzeczywistego pułkownika (starszeństwo z 1 listopada 1917).
4 stycznia 1919 został przyjęty do Wojska Polskiego z byłej armii austro-węgierskiej, z zatwierdzeniem posiadanego stopnia pułkownika, i przydzielony z dniem 28 grudnia 1918 na stanowisko komendanta stadniny źrebiąt w Kleczy Dolnej. 29 maja 1920 został zatwierdzony z dniem 1 kwietnia 1920 w stopniu pułkownika, w kawalerii, w grupie oficerów byłej armii austro-węgierskiej. Pełnił wówczas służbę w Dowództwie Okręgu Generalnego „Pomorze”. Z dniem 1 maja 1921 został przeniesiony w stan spoczynku z prawem noszenia munduru. 26 października 1923 Prezydent RP Stanisław Wojciechowski zatwierdził go w stopniu pułkownika jazdy. Po zakończeniu służby wojskowej znalazł zatrudnienie w Pomorskiej Izbie Rolniczej na stanowisku inspektora hodowli koni. Zmarł 9 stycznia 1924 w Grudziądzu.
Był żonaty z Dorotą, która w latach 30. XX wieku jako wdowa mieszkała w Bielsku przy ul. Rzeźniczej 8.

## Ordery i odznaczenia
- Krzyż Oficerski Orderu Franciszka Józefa z dekoracją wojenną
- Krzyż Zasługi Wojskowej 3 klasy – 1908[25]
- Brązowy Medal Zasługi Wojskowej na wstążce Krzyża Zasługi Wojskowej
- Krzyż za 25-letnią służbę wojskową dla oficerów – 1901[5]
- Złoty Medal Jubileuszowy Pamiątkowy dla Sił Zbrojnych i Żandarmerii
- Krzyż Jubileuszowy Wojskowy

12 czerwca 1935 Komitet Krzyża i Medalu Niepodległości odrzucił wniosek o pośmiertne nadanie mu tego odznaczenia „z powodu braku pracy niepodległościowej”.